# Le Bosc (Hérault)
Le Bosc é uma comuna francesa na região administrativa de Occitânia, no departamento de Hérault. Estende-se por uma área de 28,13 km². Em 2010 a comuna tinha 1 377 habitantes (densidade: 49 hab./km²).